# 北京市通州区体育局
39°54′31″N 116°38′59″E / 39.90855°N 116.64982°E
北京市通州区体育局是北京市通州区人民政府的一个部门。

## 领导
2021年2月，本机构的领导为：
- 邓小民：体育局党组书记、局长。工作分工：主持体育局党组全面工作。负责体育局领导班子及全局干部职工的思想建设、组织建设、作风建设等工作。主持区体育局行政全面工作。分管办公室
- 张春明：体育局副局长。工作分工：协助局长分管办公室工作。负责机关政务及日常运转工作；承担信息、信访、议案、建议、提案、宣传和政府信息公开等工作；统筹创城工作；承担重要事项的组织和督察工作。研究提出本区竞技体育，学校体育发展的中、长期规划和年度计划，组织对执行情况；研究提出全区体育运动项目发展布局，对体育运动项目发展工作中的重点、难点问题开展调查研究工作，提出建设性意见和建议；研究制定本区传统项目学校的发展规划，协调教委促进本区学校体育的发展；完成对体育运动学校的训练，教学等方面的管理工作。分管办公室、体育场馆管理中心、体校
- 王栋：体育局副局长。工作分工：1、初步研究提出本区群众体育和社会发展战略，草拟本区群众体育和社会发展中长期规划，年度计划和完成计划，规划执行情况报告，要客观、准确、切实可行； 2、研究全区群众体育和社会发展过程中带有全局性，方向性的重点、难点、热点问题，深入基层开展调查研究工作，提出可行性意见和建议； 3、发动社会办体育，推动体育社会化，发挥体育总会的作用，对于总会及各协会调整提出意见或建议，推动体育总会健康发展。 4、完成局长交办的其它各项工作，办结率达100％

## 机构设置
2021年2月，本机构下设：
- 通州区体育局场馆管理中心
- 办公室简介
- 业务科简介
- 通州区体育运动学校
- 通州区社会体育管理中心信息